# Psammobatis bergi
The blotched sandskate (Psammobatis bergi) là một loài cá thuộc họ Arhynchobatidae. Nó được tìm thấy ở Argentina, Brasil, và Uruguay. Môi trường sống tự nhiên của chúng là vùng biển mở.